# Ерні Ґрюнфелд
Ерні Ґрюнфелд (англ. Ernie Grunfeld, 24 квітня 1955) — американський баскетболіст.
Олімпійський чемпіон 1976 року.
Переможець Панамериканських ігор 1975 року.
Переможець Маккабіади 1977 року.
Срібний призер Маккабіади 1977 року.